# Robinvale
Robinvale är en ort i Australien. Den ligger i kommunen Swan Hill och delstaten Victoria, omkring 410 kilometer nordväst om delstatshuvudstaden Melbourne. Antalet invånare är 2 083.
Runt Robinvale är det mycket glesbefolkat, med 3 invånare per kvadratkilometer.. Robinvale är det största samhället i trakten. 
Omgivningarna runt Robinvale är i huvudsak ett öppet busklandskap. Genomsnittlig årsnederbörd är 322 millimeter. Den regnigaste månaden är februari, med i genomsnitt 58 mm nederbörd, och den torraste är november, med 9 mm nederbörd.